# Corpus Aurelianum
Das Corpus Aurelianum, benannt nach dem römischen Geschichtsschreiber Aurelius Victor (ca. 320–390), enthält als eine Kompilation die sogenannte Historia tripertita, das sind drei im 4. Jahrhundert (nach 360) von einem Unbekannten zusammengestellte Schriften zur römischen Geschichte:
- Origo gentis Romanae (Ursprung des römischen Volkes) mit den Legenden zur römischen Vor- und Frühgeschichte und zur Gründung Roms
- Viri illustres urbis Romae, über Die berühmten Männer Roms
- Liber de Caesaribus, die Kaisergeschichte des Aurelius Victor

Überliefert ist das Corpus noch in zwei mittelalterlichen Handschriften:
- P = Codex Pulmanni (oder Codex Bruxellensis) des Dierick Poelman (1511–1581), Brüsseler Papierhandschrift des 15. Jahrhunderts (Bibl. reg. n. 9755-63, fol. 52–81)
- O = Codex Oxoniensis des Kardinals Bessarion (ca. 1400–1472), Oxforder Papierhandschrift der 1450er Jahre

Eine dritte Handschrift ist heute verschollen:
- M = Codex Metelli des burgundischen Juristen Jean Matal alias Ioannes Matalius Metellus Sequanus in Köln (ca. 1517–1597).

Das Corpus Aurelianum in den Handschriften P und O geht dabei auf eine gemeinsame Vorlage zurück. Ob diese sich im Codex Metelli befunden hat, ist indes zweifelhaft.

## Ausgaben
- Ps. Aurelius Victor: De viris illustribus urbis Romae. Die berühmten Männer der Stadt Rom. Lateinisch und deutsch. Herausgegeben, übersetzt und kommentiert von Joachim Fugmann. Wissenschaftliche Buchgesellschaft, Darmstadt 2016